# خفاش دم‌موشی کوچک
خفاش دم‌موشی کوچک (نام علمی: Rhinopoma muscatellum) گونه‌ای خفاش با جثه متوسط و گوش‌های به نسبت بزرگ و پهن است که در بخش‌های گسترده‌ای از شمال آفریقا و صحرای بزرگ، عربستان سعودی، اردن، عراق، بخش‌های جنوبی ایران، و شبه‌قاره هند زندگی می‌کند.
رنگ بدن این پستاندار در قسمت پشتی کرم متمایل به خاکستری و در زیر بدن کرم روشن است. طول بدن آن در بخش سر و تنه میان ۴۳ تا ۷۵ میلی‌متر و دمش ۵۵ تا ۷۰ میلی‌متراست.